# Козичино (община Кичево)
 Тази статия е за селото в Северна Македония.  За селото в България вижте Козичино.  
Козичино (на македонска литературна норма: Козичино) е село в Северна Македония, в община Кичево.

## География
Селото се състои от три махали, разположени в областта Рабетинкол в малка котловина между Челоица от запад и Песяк от изток.

## История
В XIX век Козичино е село в Кичевска каза на Османската империя. В „Етнография на вилаетите Адрианопол, Монастир и Салоника“, издадена в Константинопол в 1878 година и отразяваща статистиката на населението от 1873 година, Косичино (Kositchino) е посочено като село с 25 домакинства със 102 жители българи. Църквата „Свети Атанасий“ е от 1885 година.
Според статистиката на Васил Кънчов („Македония. Етнография и статистика“) към 1900 година в Козичино живеят 400 българи християни.
На Етнографската карта на Битолския вилает на Картографския институт в София от 1901 година Козичино е чисто българско село в Кичевската каза на Битолския санджак с 60 къщи.
Селото пострадва през Илинденско-Преображенското въстание.
По-голямата част от населението на селото е под върховенството на Българската екзархия. Според митрополит Поликарп Дебърски и Велешки в 1904 година в Козичино има 51 сръбски къщи. По данни на секретаря на екзархията Димитър Мишев („La Macédoine et sa Population Chrétienne“) в 1905 година в Козичино има 320 българи екзархисти и 80 българи патриаршисти сърбомани и в селото функционира сръбско училище.
След Междусъюзническата война в 1913 година селото попада в Сърбия.
На етническата си карта на Северозападна Македония в 1929 година Афанасий Селишчев отбелязва Козичино като българско село.
Според преброяването от 2002 година селото има 17 жители македонци.
От 1996 до 2013 година селото е част от община Вранещица.

## Личности
Родени в Козичино
- Александър Кузманов, български революционер от ВМОРО, четник на Ванчо Сърбаков[10]